# Wacław Leszczyński (wojewoda podlaski)
Wacław Leszczyński herbu Wieniawa (ur. w 1632/1638 w Lesznie, zm. w 1688) – wojewoda podlaski w latach 1673–1688, krajczy koronny w latach 1658–1673, podczaszy królowej Marii Ludwiki Gonzagi w 1656 roku, marszałek Trybunału Głównego Koronnego w 1667 roku, pułkownik, starosta kowelski.
Poseł na sejm 1662 roku z województw poznańskiego i kaliskiego. Na sejmie abdykacyjnym jako poseł województwa poznańskiego 16 września 1668 roku podpisał akt potwierdzający abdykację Jana II Kazimierza Wazy. Był elektorem Michała Korybuta Wiśniowieckiego z województwa poznańskiego w 1669 roku, podpisał jego pacta conventa. Elektor Jana III Sobieskiego z województwa podlaskiego w 1674 roku. 
Mąż Konstancji Joanny Czarnieckiej, córki Stefana Czarnieckiego. 
Po śmierci hetmana właściciel rodowych dóbr Czarnieckich, w tym Czarncy.